# Rhipicephalus zumpti
Rhipicephalus zumpti är en fästingart som beskrevs av Santos Dias 1950. Rhipicephalus zumpti ingår i släktet Rhipicephalus och familjen hårda fästingar. Inga underarter finns listade i Catalogue of Life.